# Nicolas Andréani
Pour les articles homonymes, voir Andréani.
Nicolas Andréani est un voltigeur français né le 6 août 1984 à Meaux (France), champion du monde 2012 de sa discipline et vainqueur de la Coupe du monde 2013 et 2014.

## Biographie
Né d'une mère musicienne et d'un père gymnaste, Nicolas Andréani débute la voltige équestre à 6 ans avec sa longeuse actuelle, Marina Joosten Dupon. À 11 ans, il abandonne la gymnastique pour se consacrer uniquement à la voltige en suivant un cursus sport-études à Meaux. En 1998, à 14 ans, il remporte son premier titre national individuel dans la catégorie Minime. Il intègre l'INSEP de Vincennes à 17 ans,.

## Palmarès
- Championnat de France :
  - Catégorie Minime : vainqueur en 1998
  - Catégorie Cadet : vainqueur en 1999
  - Catégorie Élite : vainqueur en 2004, 2005, 2007, 2009, 2010, 2011 et 2012
  - Catégorie A8 : vainqueur en 1997, 2000, 2001, et 2002
- Championnat d'Europe :
  -  Médaille d'argent en 2007 et 2011[5]
  -  Vainqueur en 2009
- Championnat du monde
  -  Médaille de bronze en 2010
  -  Champion du monde en 2012
  -  Vice-champion du monde en 2014[6]
- Coupe du monde
  -  Vainqueur de l'édition 2013[7]